# BRDF

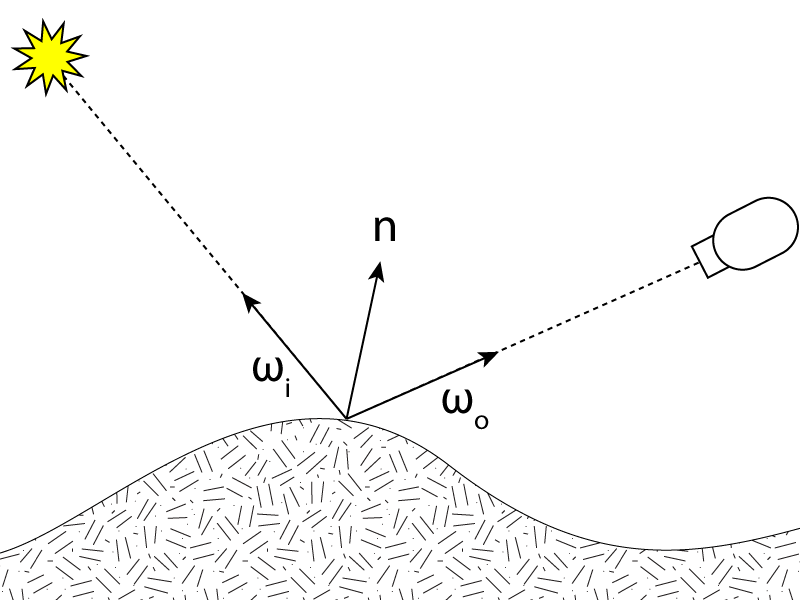
Diagram znázorňující situaci na povrchu. ω_{i} značí směr dopadu světla, ω_{o} směr pozorovatele a n značí normálu povrchu.

BRDF (Z anglického Bidirectional Reflectance Distribution Function) je označení pro obousměrnou distribuční funkci odrazu světla. Tato funkce se používá zejména v počítačové grafice jako matematické vyjádření vlastností povrchu. Udává subkritickou hustotu pravděpodobnosti (její integrál smí být menší než 1), že se světlo, které na povrch dopadne, odrazí daným směrem. Parametry funkce jsou příchozí (ωi) a odchozí (ωo) směr, oba definované vůči normále povrchu. Návratová hodnota funkce se udává ve sr−1 a vyjadřuje poměr odražené diferenciální záře (radiance) vůči ozáření (irradianci) povrchu. Obor hodnot této funkce je [0,∞).
BRDF byla prvně vyjádřena Fredem Nicodemusem okolo r.1965.

## Vzorec
{\displaystyle f_{r}(\mathbf {x} ,\omega _{i}\rightarrow \omega _{o})={\frac {\mathrm {d} L_{r}(\omega _{o})}{\mathrm {d} E(\omega _{i})}}={\frac {\mathrm {d} L_{r}(\omega _{o})}{L_{i}(\omega _{i})cos\theta _{i}\mathrm {d} \omega _{i}}}[sr^{-1}]}
Kde
{\displaystyle \mathrm {d} L_{r}(\omega _{o})} značí odraženou diferenciální zář (radianci) [Wm−2sr−1],
{\displaystyle \mathrm {d} E(\omega _{i})} diferenciální ozáření povrchu (iradianci) [Wm−2],
{\displaystyle L_{i}(\omega _{i})} je zář dopadající ze směru {\displaystyle \omega _{i}} a
{\displaystyle \theta _{i}} odpovídá sklonu dopadajícího světla od normály.
Tento vztah platí díky
{\displaystyle E(\mathbf {x} )=\int _{H(\mathbf {x} )}L(\mathbf {x} ,\omega )cos(\theta )\mathrm {d} \omega }

## Vlastnosti

### Linearita
BRDF je lineární vzhledem k záři. Příspěvky jednotlivých světelných zdrojů se tedy sčítají. Vlastnost plyne přímo ze vzorce.

### Helmholzova reciprocita
Tato vlastnost je základní vlastností každé fyzikálně korektní BRDF a vyplývá ze zákona odrazu.
{\displaystyle f_{r}(\omega _{i}\rightarrow \omega _{o})=f_{r}(\omega _{o}\rightarrow \omega _{i})}

### Zákon zachování energie
Tento zákon říká, že poměr odraženého zářivého toku k příchozímu zářivému toku musí být menší nebo roven 1.
{\displaystyle {\frac {\mathrm {d} \Phi _{r}}{\mathrm {d} \Phi _{i}}}={\frac {\int _{\omega _{r}}L_{r}(\omega _{r})cos\theta _{r}\mathrm {d} \omega _{r}}{\int _{\omega _{i}}L_{i}(\omega _{i})cos\theta _{i}\mathrm {d} \omega _{i}}}={\frac {\int _{\omega _{r}}\int _{\omega _{i}}f_{r}(\omega _{i}\rightarrow \omega _{o})L_{i}(\omega _{i})cos\theta _{i}\mathrm {d} \omega _{i}cos\theta _{r}\mathrm {d} \omega _{r}}{\int _{\omega _{i}}L_{i}(\omega _{i})cos\theta _{i}\mathrm {d} \omega _{i}}}\leq 1}

## Izotropie BRDF

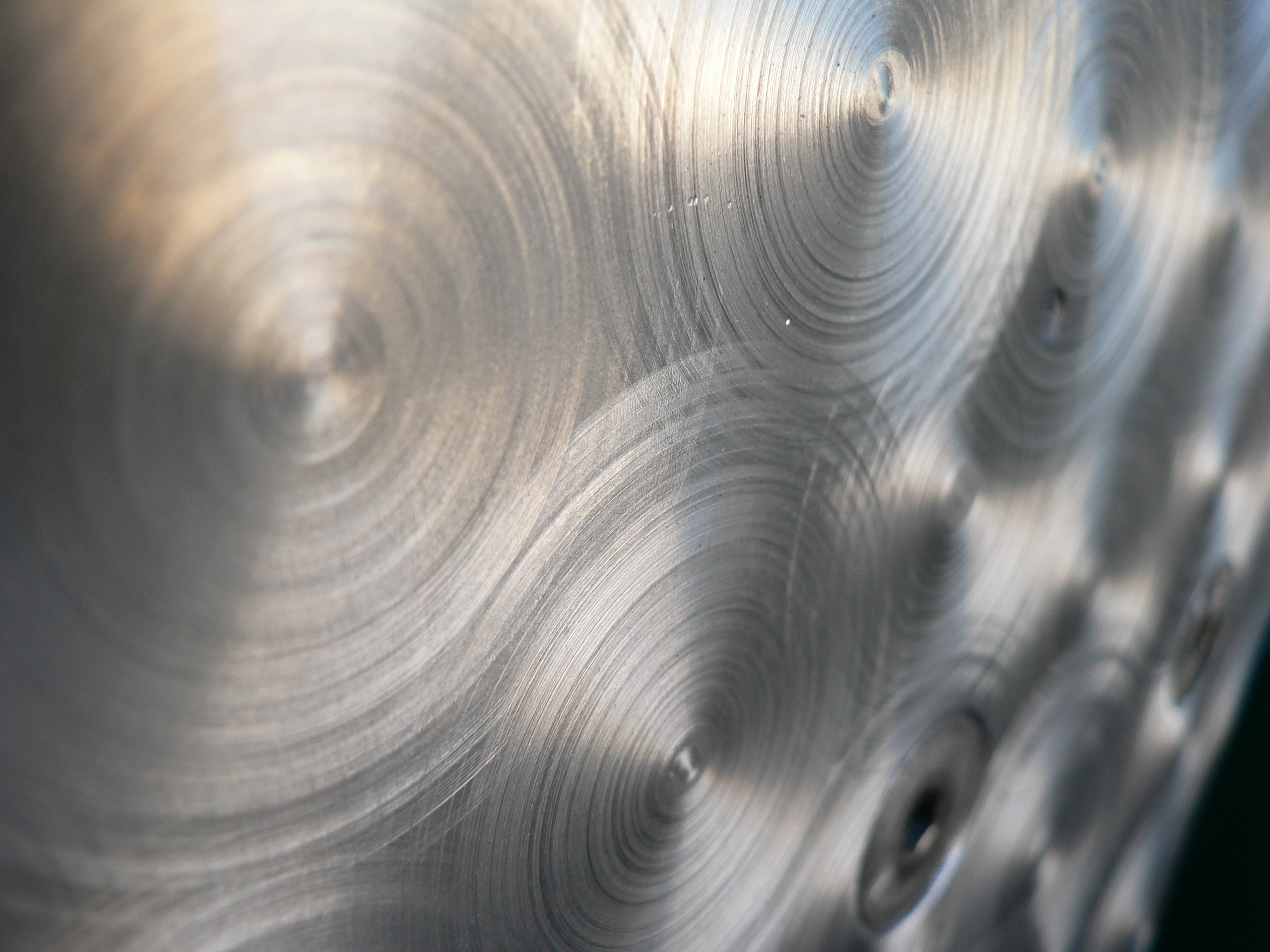
Ukázka anizotropní odrazivosti materiálu.

BRDF většiny běžně modelovaných povrchů je invariantní vůči otočení kolem normály. To znamená, že při vyhodnocování BRDF nezáleží na orientaci materiálu vůči příchozímu a odchozímu směru paprsku. U některých materiálů ale tento předpoklad neplatí. Ty nazveme materiály anizotropní. Anizotropie je zpravidla dána mikrostrukturou modelovaného materiálu, např. broušením, nebo strukturou tkaniny.

### Izotropní materiály
BRDF těchto materiálů má pouze 3 stupně volnosti, takže k jejich popisu stačí znát jen 3 úhly: úhel dopadu vůči normále, úhel odrazu vůči normále, a úhel mezi dopadajícím a odraženým paprskem. Viz:
{\displaystyle f_{r}(\theta _{i},\phi _{i},\theta _{o},\phi _{o})=f_{r}(\theta _{i},\phi _{i}+\phi ,\theta _{o},\phi _{o}+\phi )=f_{r}(\theta _{i},\theta _{o},\phi _{o}-\phi _{i})=f_{r}(\theta _{i},\theta _{o},\delta \phi )}

### Anizotropní materiály
U těchto materiálů už si při popisu BRDF nevystačíme s pouhými třemi úhly, neboť je zde potřeba zachytit také orientaci materiálu. Za tímto účelem se nejčastěji používá vztažení úhlů θi a θo k referenčnímu souřadnému systém [U,V,N], kde U je tangenta (např. směr broušení kovu), V je binormála a N normála.

## Modely BRDF
BRDF lze buď měřit přímo speciálními přístroji (Gonioreflektometru), nebo lze odvodit analytický popis, který co nejlépe odpovídá pozorované skutečnosti. Tyto vzorce se dále dělí na vzorce empirické a fyzikálně konzistentní.
Příklady nejčastěji používaných BRDF modelů:
- Lambertův model[2] je nejjednodušší a předpokládá ideálně difuzní materiál.
- Phongův osvětlovací model[3] asi nejběžněji používaný empirický model.
- Blinn–Phongův model[4]
- Torrance–Sparrowův model[5] model používající 'microfacety', tj. simuluje povrch materiálu pomocí lesklých mikroplošek. Jedná se o jeden z nejpoužívanějších modelů v realistickém renderingu.
- Cook–Torrancův model[6] podobně jako Torrance–Sparrowův model používá mikroplošky, ale navíc bere v úvahu vlnovou délku.
- Wardův model[7]
- Oren–Nayarův model[8] model difuzního povrchu založeného na mikroploškách.
- a mnoho dalších ...